# 佩特羅瓦斯洛博達
51°45′4″N 32°11′8″E / 51.75111°N 32.18556°E
佩特羅瓦斯洛博達（烏克蘭語：Петрова Слобода），是烏克蘭北部的村莊，隸屬切爾尼希夫州的科留基夫卡區。該村面積0.83平方公里，海拔高度138米，2001年人口258，人口密度每平方公里312.4人。